# Psaume 114 (113 A)

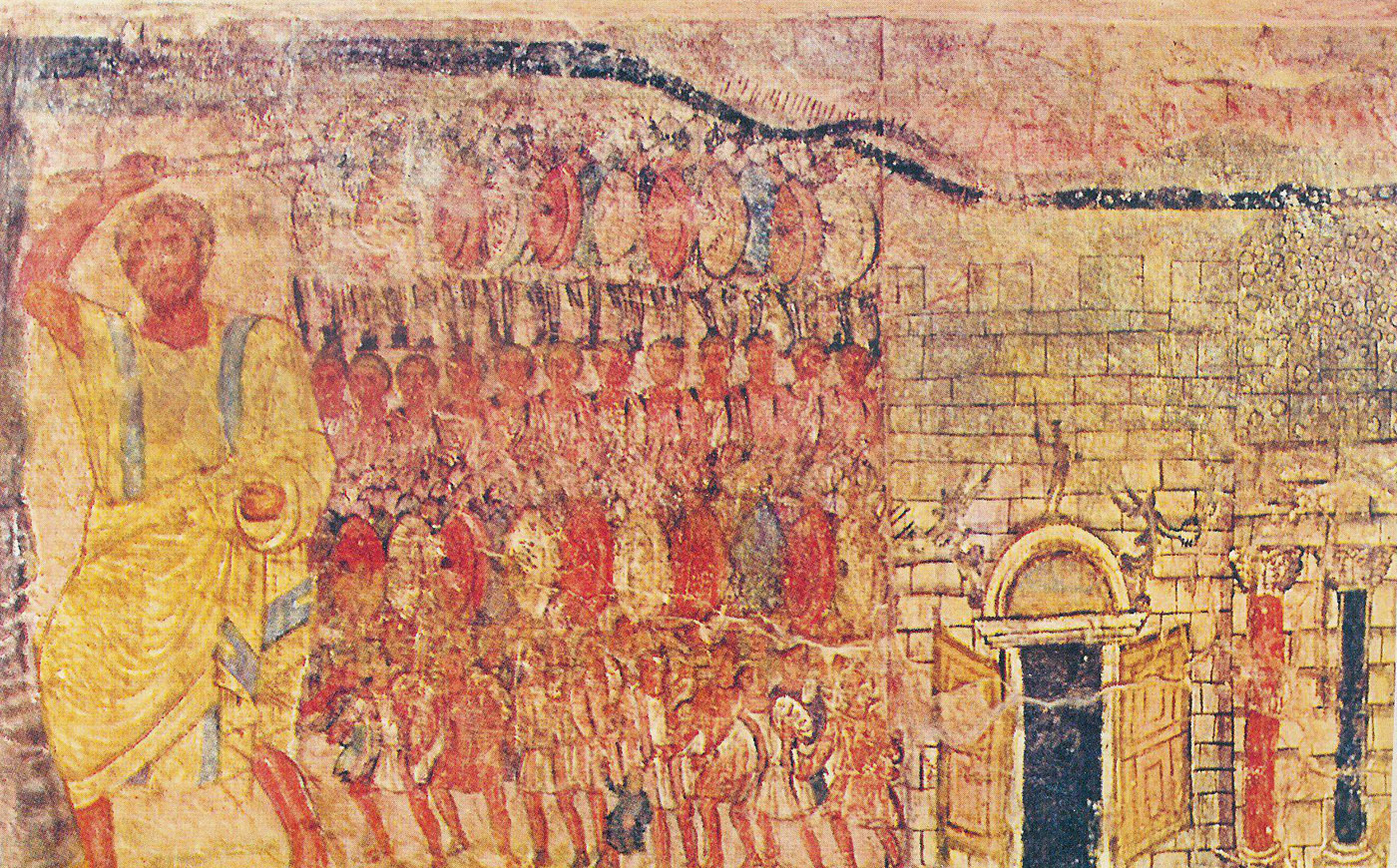
Le peuple hébreu quittant l'Égypte, conduit par Moïse, peinture murale de la synagogue de Doura Europos, en Syrie.

Le psaume 114 (113 A selon la numérotation grecque, la partie B correspondant au psaume 115) fait partie du hallel et du cathisme 16. Il commence par l'exclamation Alléluia. Il mêle le thème du passage de la mer Rouge lors de la sortie d'Égypte et celui de l'entrée dans la terre promise lors du passage du Jourdain. 
Dans le christianisme, le passage de la mer Rouge symbolise la résurrection, la mer Rouge étant identifiée à la mort. Précisément, c'est le baptême qui fait office de passage de la mer Rouge pour le catéchumène.

## Texte
| verset | original hébreu                        | traduction française de Louis Segond                                                           | Vulgate latine                                                             |
| ------ | -------------------------------------- | ---------------------------------------------------------------------------------------------- | -------------------------------------------------------------------------- |
| 1      | בְּצֵאת יִשְׂרָאֵל, מִמִּצְרָיִם; בֵּית יַעֲקֹב, מֵעַם לֹעֵז  | Quand Israël sortit d’Égypte, quand la maison de Jacob s’éloigna d’un peuple barbare,          | Alleluia in exitu Israhel de Aegypto domus Iacob de populo barbaro         |
| 2      | הָיְתָה יְהוּדָה לְקָדְשׁוֹ; יִשְׂרָאֵל, מַמְשְׁלוֹתָיו      | Juda devint son sanctuaire, Israël fut son domaine.                                            | Facta est Iudaea sanctificatio eius Israhel potestas eius                  |
| 3      | הַיָּם רָאָה, וַיָּנֹס; הַיַּרְדֵּן, יִסֹּב לְאָחוֹר        | La mer le vit et s’enfuit, le Jourdain retourna en arrière ;                                   | Mare vidit et fugit Iordanis conversus est retrorsum                       |
| 4      | הֶהָרִים, רָקְדוּ כְאֵילִים; גְּבָעוֹת, כִּבְנֵי-צֹאן    | Les montagnes sautèrent comme des béliers, les collines comme des agneaux.                     | Montes exultaverunt ut arietes colles sicut agni ovium                     |
| 5      | מַה-לְּךָ הַיָּם, כִּי תָנוּס; הַיַּרְדֵּן, תִּסֹּב לְאָחוֹר   | Qu’as-tu, mer, pour t’enfuir, Jourdain, pour retourner en arrière ?                            | Quid est tibi mare quod fugisti et tu Iordanis quia conversus es retrorsum |
| 6      | הֶהָרִים, תִּרְקְדוּ כְאֵילִים; גְּבָעוֹת, כִּבְנֵי-צֹאן   | Qu’avez-vous, montagnes, pour sauter comme des béliers, et vous, collines, comme des agneaux ? | Montes exultastis sicut arietes et colles sicut agni ovium                 |
| 7      | מִלִּפְנֵי אָדוֹן, חוּלִי אָרֶץ; מִלִּפְנֵי, אֱלוֹהַּ יַעֲקֹב | Tremble devant le Seigneur, ô terre ! Devant le Dieu de Jacob,                                 | A facie Domini mota est terra a facie Dei Iacob                            |
| 8      | הַהֹפְכִי הַצּוּר אֲגַם-מָיִם; חַלָּמִישׁ, לְמַעְיְנוֹ-מָיִם  | Qui change le rocher en étang, le roc en source d’eaux.                                        | Qui convertit petram in stagna aquarum et rupem in fontes aquarum          |

## Thème et structure du psaume

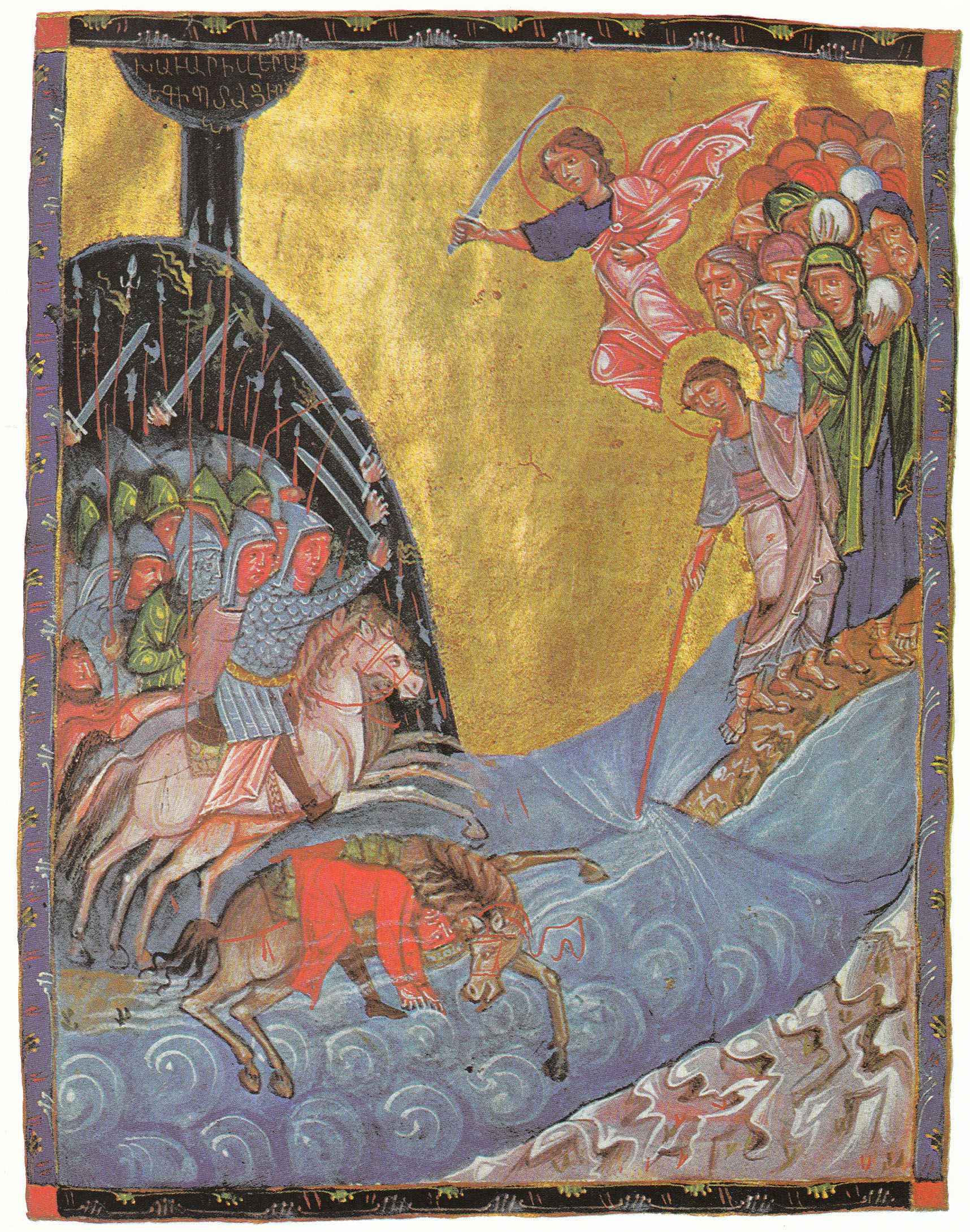
Le passage de la mer Rouge, dans une Bible arménienne du XIII.

Le psaume se compose de quatre strophes de deux lignes, que le mot Jacob enveloppe. Les deux strophes centrales évoquent par des images pleines de vie le miracle de la mer Rouge et le passage du Jourdain. Dieu n'est évoqué qu'à la fin du psaume, sans doute pour susciter l'attente.
La première strophe rappelle par le verbe sortir que le peuple hébreu naît dans l'exode. Les mots sanctuaire et domaine désignent la Terre sainte tout entière, l'héritage de Dieu, non seulement dans le sens géographique mais aussi dans un sens spirituel. Les miracles qui permettent à Isaraël de franchir la mer Rouge et de passer le Jourdain sont mis en valeur poétiquement par le procédé de l'hyperbole et par des images évoquant une vie des éléments naturels, l'eau et les montagnes. C'est un moyen de manifester que toute la création avec Israël et participe activement à sa marche vers la Terre promise.

## Usages liturgiques

### Dans le judaïsme
Le psaume 114 est récité entièrement les jours de Hallel, c'est-à-dire à l'occasion des fêtes juives joyeuses. Dans certaines traditions, il est aussi récité le premier ou le huitième jour de la fête de Pessah.

### Dans le christianisme

#### Chez les catholiques
Comme saint Benoît de Nursie choisit les psaumes dès le psaume 110 (109) pour les offices de vêpres, depuis le haut Moyen Âge, ce psaume 114 (113) était exécuté lors de l'office de vêpres du lundi, selon la règle de saint Benoît fixée vers 530,. L'on récitait sans interruption le psaume suivant, jusqu'au verset Sed nos, qui vivimus, benedicimus Domino, ex hoc nunc, et usque in sæculum., toujours en tant que psaume 113.
Dans la liturgie des Heures actuelle, la première partie du psaume 114 est chantée ou récitée aux vêpres mais du dimanche de la première semaine.

## Musique
Jean-Joseph Cassanéa de Mondonville, grand motet "In exitu Israel" (1755)
François Giroust, grand motet "In exitu Israel" (1783)
Antonio Vivaldi, motet "In exitu Israel" 113 RV 604